# Titularbistum Tharona
Tharona (ital.: Tarona) war ein Titularerzbistum der römisch-katholischen Kirche, das 1939 aufgelöst wurde.
Es geht zurück auf ein früheres Bistum in der römischen Provinz Cappadocia bzw. in der Spätantike Armenia minor in der heutigen östlichen Türkei.
| Titularerzbischöfe von Tharona |                                |                                                                  |                 |                    |
| Nr.                            | Name                           | Amt                                                              | von             | bis                |
| 1                              | Paolo Brunoni                  | Apostolischer Vikar von Aleppo (Osmanisches Reich)               | 12. Juli 1853   | 25. Juni 1868      |
| 2                              | Marie-Jean-François Allard OMI | emeritierter Apostolischer Vikar von Natal (Kolonie Natal)       | 23. Juni 1874   | 26. September 1889 |
| 3                              | Giovanni Festa                 | Apostolischer Examinator des Klerus von Rom (Königreich Italien) | 2. Februar 1918 | 20. Januar 1923    |
| 4                              | George Gauthier                | Koadjutorerzbischof von Montréal (Kanada)                        | 5. April 1923   | 20. September 1939 |